# キーウ小環状道路

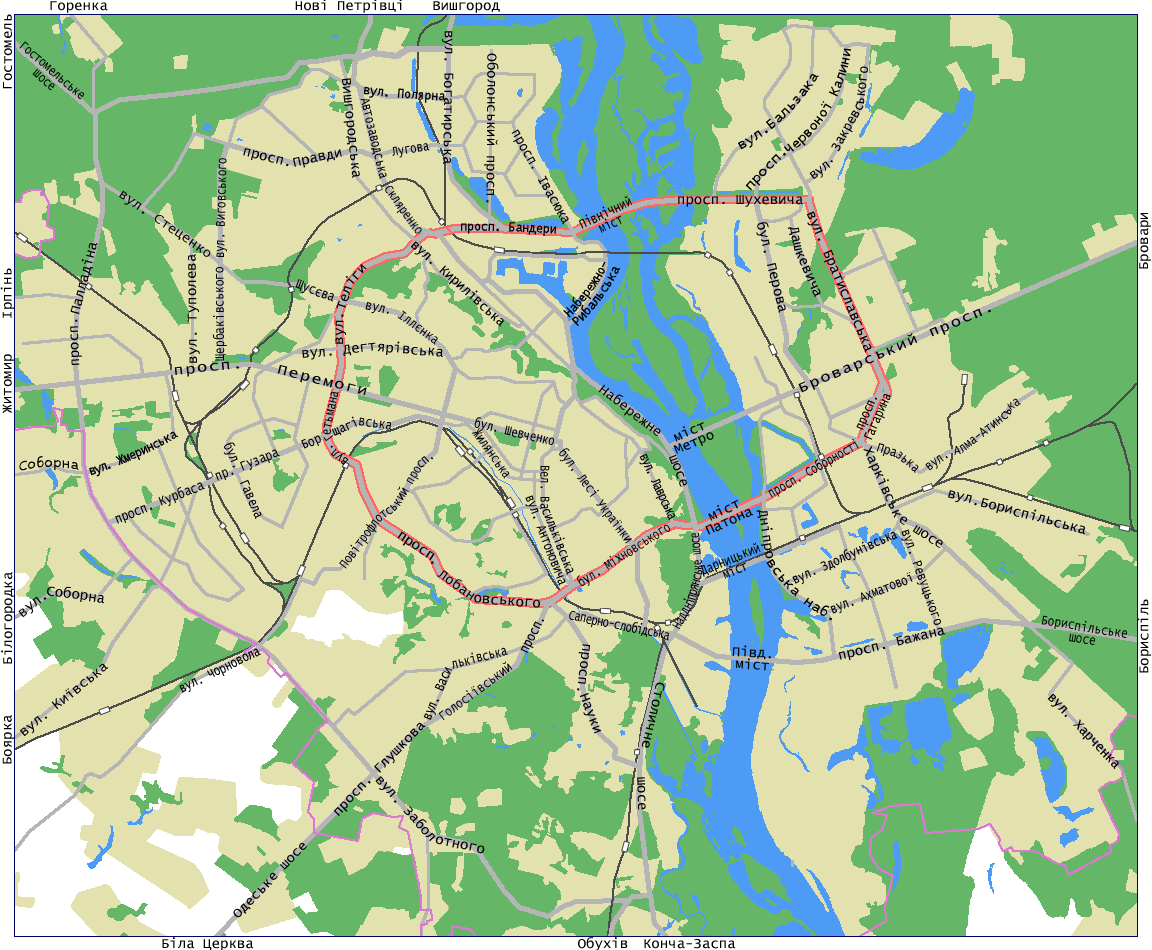
小環状道路

キーウ小環状道路（ウクライナ語: Мала́ окружна́ доро́га）は、ウクライナのキーウ市内を走る環状の自動車道路である。主に市街地内を通り、キーウの交通網の重要な一部を形成する。

## 建設の歴史
小環状道路の建設は20世紀50年代に始まり、最初の区間としてヴァディム・ヘトマン通り（当初は「環状通り」と呼ばれた）とオレクサンドル・ドヴジェンコ通り（当初は「新環状通り」）が整備された。建設は1990年にほぼ完了したが、チェルニヒウシカ駅付近の短い区間は未完成のままだった。

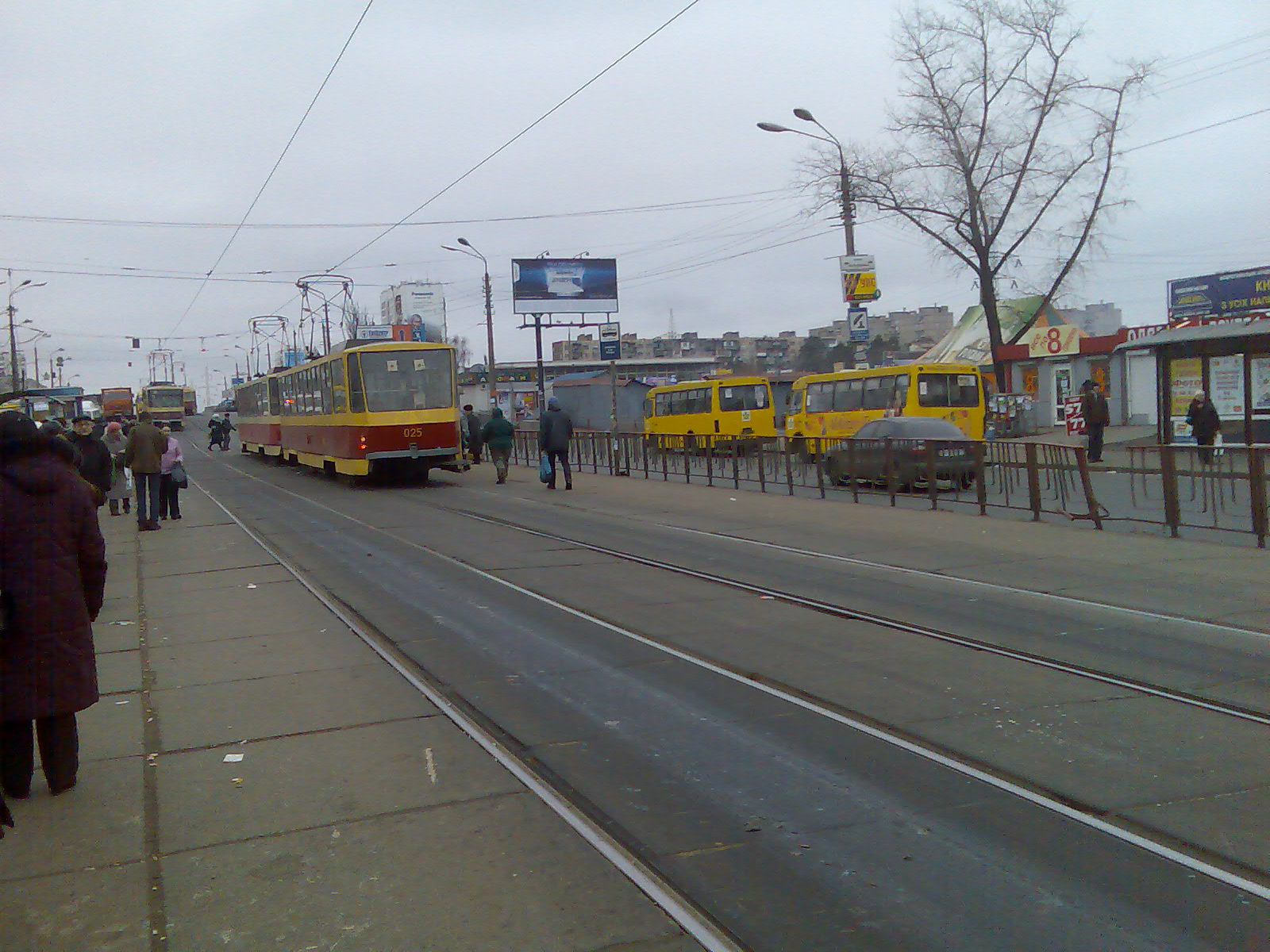
小環状道路の最も狭い地点：チェルニヒウシカ駅上の高架橋

## 小環状道路の経路
シュリャフシカ高架橋を起点に、時計回りに以下の通りや橋を通る：
- オレクサンドル・ドヴジェンコ通り（旧称：新環状通り、1950年代開通）
- オレナ・テリーハ通り（旧称：新環状通り、デミヤン・コロチェンコ通り、1950年代開通）
- ステパン・バンデーラ大通り（旧称：赤コサック通り、赤コサック大通り、モスクワ大通り、1976年再整備）
- 北部橋（旧称：モスクワ橋、1976年開通）
- ロマン・シュヘーヴィチ大通り（旧称：新大通り、ヴァトゥーチン将軍大通り、1970年代開通）
- ブラチスラヴァ通り（1960年代に一部開通、1980年代末に完成・改修）
- フナト・ホトケーヴィチ通り（旧称：赤衛兵通り、1950年代開通）
- レオニード・カデニューク大通り（旧称：対角通り、ユーリー・ガガーリン通り、1950年代開通）
- ソボルノスチ大通り（旧称：再統一大通り、1950年代開通）
- パトン橋（1953年開通）
- ムィコーラ・ミフノーウシキー大通り（旧称：オートストラーダ、友好大通り、1950年代開通）
- ヴァレリー・ロバノーウシキー大通り（旧称：赤星通り、セメン・パリー通り、ソフシカ通り、赤星大通り、1980年代・2000年代再整備）
- チョコリーウカ大通り（旧称：レーニン大通り、1950年代開通）
- ヴァディム・ヘトマン通り（旧称：環状通り、産業通り、1950年代開通）

小環状道路は以下の広場を通過する：
- UPA英雄広場：ステパン・バンデーラ大通りとオボロン大通りの交差点（オボロン地区）
- ケルチ広場：ロマン・シュヘーヴィチ大通り、赤いカリナ大通り、ヴォスクレセーンシキー大通りの交差点（ドニプロフシキー地区、デスナ地区）
- チェルニヒウシカ広場：フナト・ホトケーヴィチ通り、ブラチスラヴァ通り、ブロヴァール大通りのジャンクション（ドニプロフシキー地区）
- ダルヌィーツャ広場（旧称：レニングラード広場）：ソボルノスチ大通り、レオニード・カデニューク大通り、平和大通り、建設者通り、ヴォロディームィル・ソシューラ通り、プラハ通り、ハルキウ高速道路のジャンクション（ドニプロフシキー地区）
- ナヴォドヌィーツィカ広場：スタロナヴォドヌィーツィカ通り、ラーヴルシカ通り、ムィコーラ・ミフノーウシキー大通りの交差点（ペチェールシク地区）
- デミーイウカ広場：ホロシーフ大通り、ヴァレリー・ロバノーウシキー大通り、科学大通り、ムィコーラ・ミフノーウシキー大通りのジャンクション（ホロシーフ地区）
- セヴァストーポリ広場：チョコリーウカ大通り、空軍大通り、ヴァレリー・ロバノーウシキー大通り、スヴャトスラウ・ホローブリイ通りのジャンクション（ソロミャーンカ地区）
- 宇宙飛行士広場：チョコリーウカ大通りとアントノフ航空設計者通りの交差点（ソロミャーンカ地区）

## 道路の特徴
最も狭い地点は、チェルニヒウシカ駅上を通過する高架橋である。
道路は区間によって4車線（チェルニヒウシカ駅付近）から8車線（北部橋）まで変化する。全長は38.9kmで、18の立体交差が含まれる。